# Liberalernas partiledarval 2025
Liberalernas partiledarval 2025 avgjordes på ett extrainsatt digitalt landsmöte morgonen den 24 juni 2025.
Den 28 april 2025 meddelade Johan Pehrson att han avgår som Liberalernas partiledare. Pehrson blev tillförordnad partiledare efter Nyamko Sabunis avgång 2022, han ledde partiet i den rollen i riksdagsvalet 2022 och blev senare vald till ämbetet vid ett landsmöte hösten 2022.
Den 19 juni 2025 föreslog en enig valberedning att Simona Mohamsson skulle väljas till Liberalernas nya partiordförande. Den 24 juni 2025 valde ett extrainsatt landsmöte enhälligt henne till posten.

## Bakgrund
Mandatperioden 2018–2022 kännetecknades av interna strider inom partiet, vilka grundade sig i regeringsfrågan. Den ena sidan ville fortsatt ingå i det blocköverskridande januariavtalet medan den andra sidan ville återgå till de borgerliga partierna – även om det innebar ett samarbete med Sverigedemokraterna, vilket var en röd linje under Jan Björklunds partiledarskap. Partiledarvalet 2019 blev också föremål för denna fråga, då Nyamko Sabuni från den borgerliga falangen vann över Erik Ullenhag från den socialliberala falangen. Under Sabunis partiledarskap drog sig partiet ur januariavtalet och meddelade att man skulle stödja Ulf Kristersson som deras statsministerkandidat – även om Sverigedemokraterna ingick i regeringsunderlaget. 
I april 2022 avgick Sabuni som partiledare och Johan Pehrson tog över hade partiet enligt opinionsundersökningar ett stöd under 4%-spärren. Det här till trots klarade Liberalerna spärren i riksdagsvalet och fick 4,6%. I valet vann Ulf Kristerssons regeringsunderlag och i oktober meddelade Moderaterna, Kristdemokraterna, Liberalerna och Sverigedemokraterna att de hade ingått i Tidöavtalet. Avtalet innehöll en rad politiska förslag och innebar att M+KD+L fick bilda regering med Sverigedemokraternas stöd i riksdagen. Avtalet mötte kritik inifrån Liberalerna men eftersom de flesta interna kritikerna redan hade lämnat sina uppdrag efter valet förblev läget förhållandevis stabilt inom partiet. I regeringen fick partiet fem ministerposter – utbildningsminister (Mats Persson), skolminister (Lotta Edholm), miljö- och klimatminister (Romina Pourmokhtari), arbetsmarknad- och integrationsminister (Johan Pehrson) samt jämställdhetsminister (Paulina Brandberg). 
Efter en ministerrockad 2024 bytte Johan Pehrson och Mats Persson ministerportföljer, Pehrson blev alltså utbildningsminister och Persson utsågs till arbetsmarknad- och integrationsminister. 
Hur Tidö-samarbetet ska utformas efter riksdagsvalet 2026 är ännu oklart. Sverigedemokraterna å sin sida menar att Tidöavtalet är temporärt och att partiet kräver att få sitta i en regering efter valet. Samtidigt fattade Liberalernas landsmöte 2023 ett beslut om att Sverigedemokraterna inte får ingå i regeringen.

### Pärlband av avgångar
Under våren 2025 avgick en rad ledande liberala rikspolitiker. Den 31 mars avgick jämställdhetsminister Paulina Brandberg, partisekreteraren Jakob Olofsgård och kanslichefen Oscar Wåglund Söderström. Brandberg efterträddes av Nina Larsson och Olofsgård av Simona Mohamsson. Tidigare under våren hade även riksdagsledamöterna Robert Hannah och Anna Starbrink lämnat sina uppdrag. Trots det här beskrevs Johan Pehrsons avgång som mycket oväntad. Enligt politiska bedömare hade Johan Pehrson för låga förtroendesiffror i kombination med för låga opinionssiffror för partiet. Aftonbladet rapporterade samma dag som avgången om ett internt tryck mot partiledaren av dessa skäl. Pehrson menade själv att han själv ville avgå efter "trettio år av demokratisk värnplikt". Dagen efter, den 29 april, rapporterade Sveriges Radio Ekot att Pehrson inte hade anmält aktieinnehav i tre olika bolag till regeringskansliet, vilket strider mot lagen. Pehrson menade att innehavet hade rapporterats både 2023 och 2025, men att det av misstag inte hade skett 2024.
Johan Pehrson satt kvar som partiledare och minister framtill den nya partiledaren var på plats.

### Tidsplan
Partiets valberedning slog fast att valet skulle ske genom en sluten process. Från den 12 till 19 maj hade medlemmar, förbund och föreningar möjlighet att nominera kandidater. Bland kriterierna fanns att kandidaten skulle "kunna ena partiet och ha karisma". Valberedningen bad förbunden att inte offentligt redovisa sina nomineringar. Valberedningen presenterade sitt förslag till partiledare i mitten av juni och det formella beslutet togs den 24 juni på ett extrainsatt landsmöte. Den 24 juni var partiets dag i Almedalen och den nyvalda partiledaren Simona Mohamsson debuterade med partiets tal.
Vid tidigare val av partiledare har partiet använts sig av en öppen process och normalt haft flera kandidater. Vid landsmötet 2021 föreslog partistyrelsen till och med en stadgeändring som skulle garantera flera kandidater (om det finns fler än en) och medlemsomröstningar. Förslaget blev nedröstat.

#### Inledande process
Den 29 april gick Liberala ungdomsförbundet (LUF) och Liberala studenter, som första förbund, ut med att de nominerar Romina Pourmokhtari till partiledare. LUF, tillsammans med Liberala kvinnor, redogjorde också för att de inte vill ha en partiledare som kan tänka sig att sitta i en regering tillsammans med Sverigedemokraterna. Den 7 maj gick Skaraborgs länsförbund ut som första länsförbund ut och nominerade Pourmokhtari till partiledare. När den officiella nomineringsprocessen började hade redan Umeå kommun, tre Stockholmskommuner samt Jämtland-Härjedalens och Kronobergs länsförbund gått ut och nominerat henne. Därefter nominerade även Västerbotten, Blekinge och Kalmars länsförbund henne. När nomineringarna stängde den 19 maj hade även Dalarna, Värmland och Jönköpings länsförbund nominerat Pourmokhtari. Dalarna nominerade Edholm, Erik Ullenhag och Nina Larsson i andrahand. Värmland nominerade Edholm, Larsson och Philip Sandberg i andrahand. Pourmokhtari ville inte ge svar på om hon kandiderade till partiledare, utan hänvisade till valberedningens arbete och att hon därefter skulle ge besked.
Lotta Edholm erhöll sin första nominering den 13 maj av Västmanlands länsförbund, som också nominerade Pourmokhtari som andrahandsval.
De tre största förbunden, Skåne, Västsverige och Stockholm, som tillsammans samlar 102 (av 183) ombud valde att inte redovisa sina nomineringar. Samma sak gäller för Gotland, Örebro och Östergötlands länsförbund. Totalt gäller det 63% av alla ombud, vilket gör att det endast var valberedningen som visste om någon kandidat nått upp till en majoritet. Skåne nominerade en kandidat medan Västsverige och Stockholm nominerade fler.
Den 1 maj skrev flera tidigare partitoppar ut i DN Debatt att Liberalerna borde slå ihop sig med Centerpartiet för att gemensamt samla den politiska mitten. Bland de undertecknade återfanns Bengt Westerberg, Maria Leissner, Carl B. Hamilton, Gabriel Romanus, Ingemar Eliasson och Hadar Cars.
Vid Agendas partiledardebatt den 4 maj kom Johan Pehrson att ersättas av riksdagsledamoten Fredrik Malm.
Enligt politiska kommentatorer ansågs skolministern Lotta Edholm följt av ministrarna Romina Pourmokhtari och Mats Persson ha störst chanser att bli valda till ny partiledare.
Den 4 juni rapporterade Ekot att "toppliberaler" försökte få Erik Ullenhag att ställa sig till förfogande, det här efter att både Edholm och Pourmokhtari, enligt källor till Ekot, inte skulle vara intresserade av partiledarposten.
Den 19 juni meddelade en enig valberedning med Lars Persson Skandevall i spetsen, att deras förslag till partiledare var Simona Mohamsson.

## Kandidater
Valberedningens förslag av partiledare. 
- Fet text markerar dåvarande uppdrag.

| Namn             | Född                                       | Bakgrund                                                                 | Tillkännagivande | Ref.   | Stöd |
| ---------------- | ------------------------------------------ | ------------------------------------------------------------------------ | ---------------- | ------ | ---- |
| Simona Mohamsson | 27 december 1994 (30 år) Hamburg, Tyskland | Liberalernas partisekreterare (2025–), Ledamot i partistyrelsen (2021–). | 19 juni 2025     | [ 50 ] |      |

### Nominerade kandidater
Här listas personer som har fått minst en nominering av ett förbund i processen. Eftersom det är valfritt för förbunden att dela nomineringar är listan ofullständig. Valberedningen har bekräftat att cirka 10 kandidater har blivit nominerade, det vill säga fler än vad media har tagit del av. Nina Larsson och Philip Sandberg är två av de nominerade kandidaterna men har tackat nej. Observera att ingen kandidat offentligt har meddelat att de kandiderar.

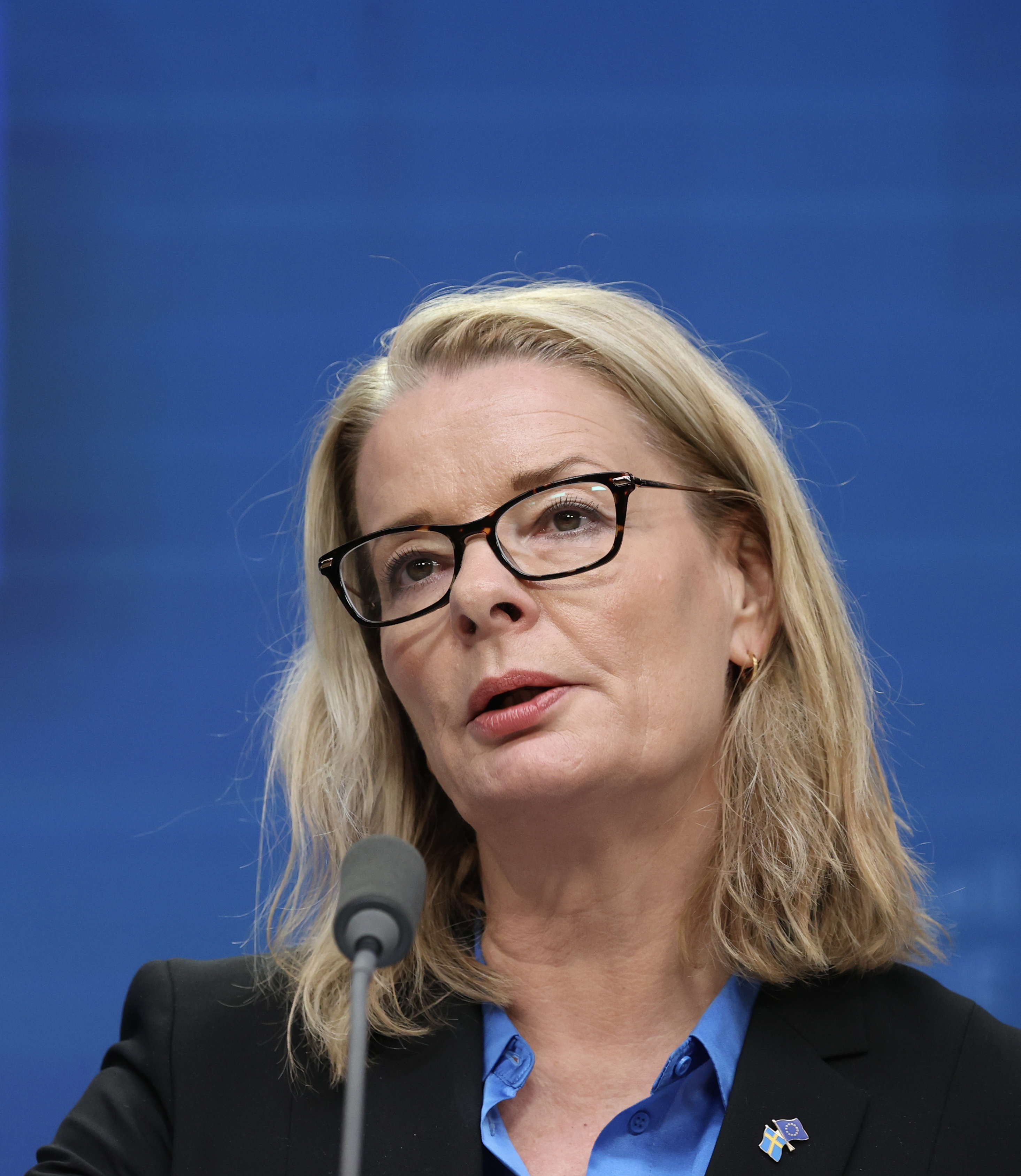
Skolministern Lotta Edholm
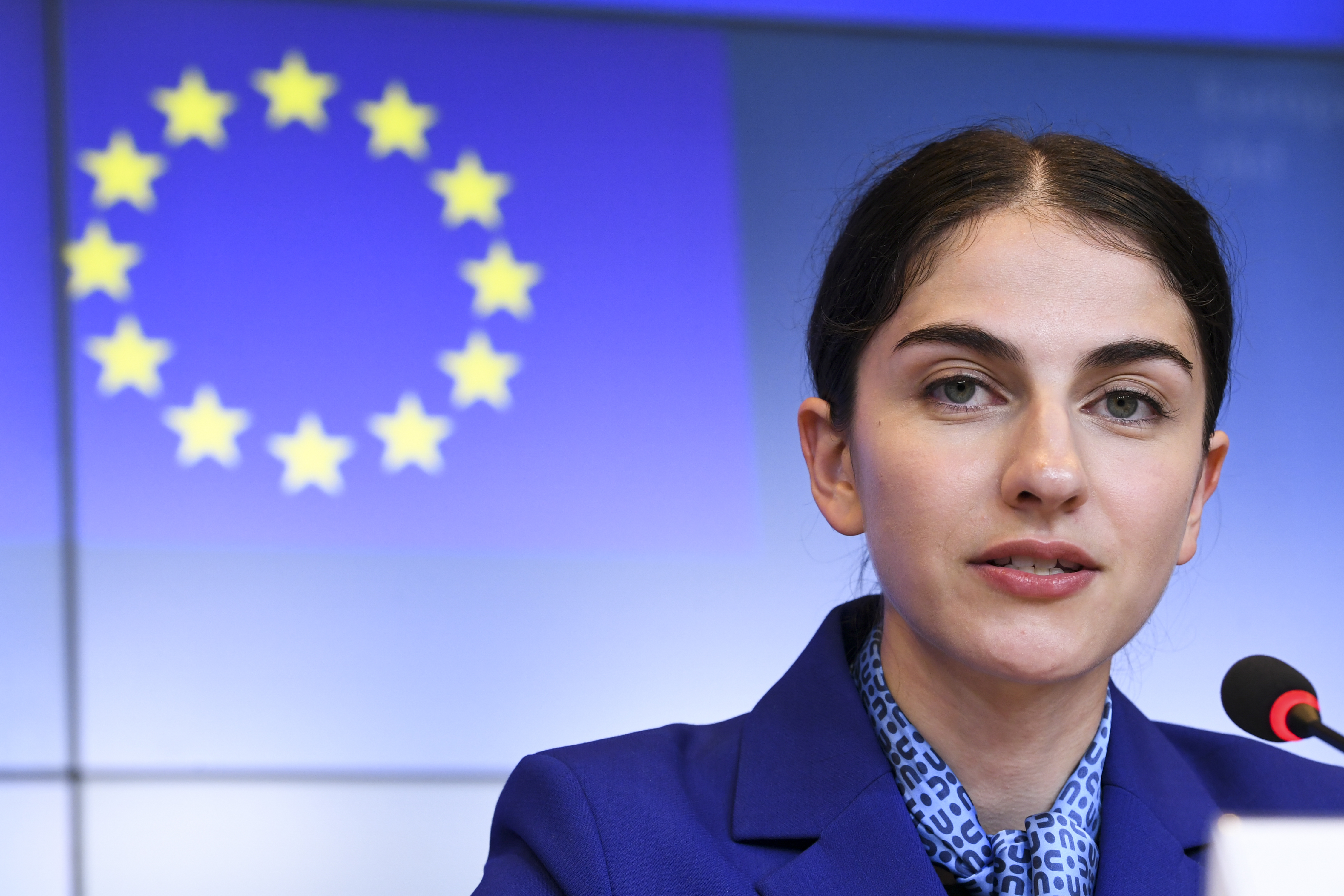
Miljö- och klimatministern Romina Pourmokhtari
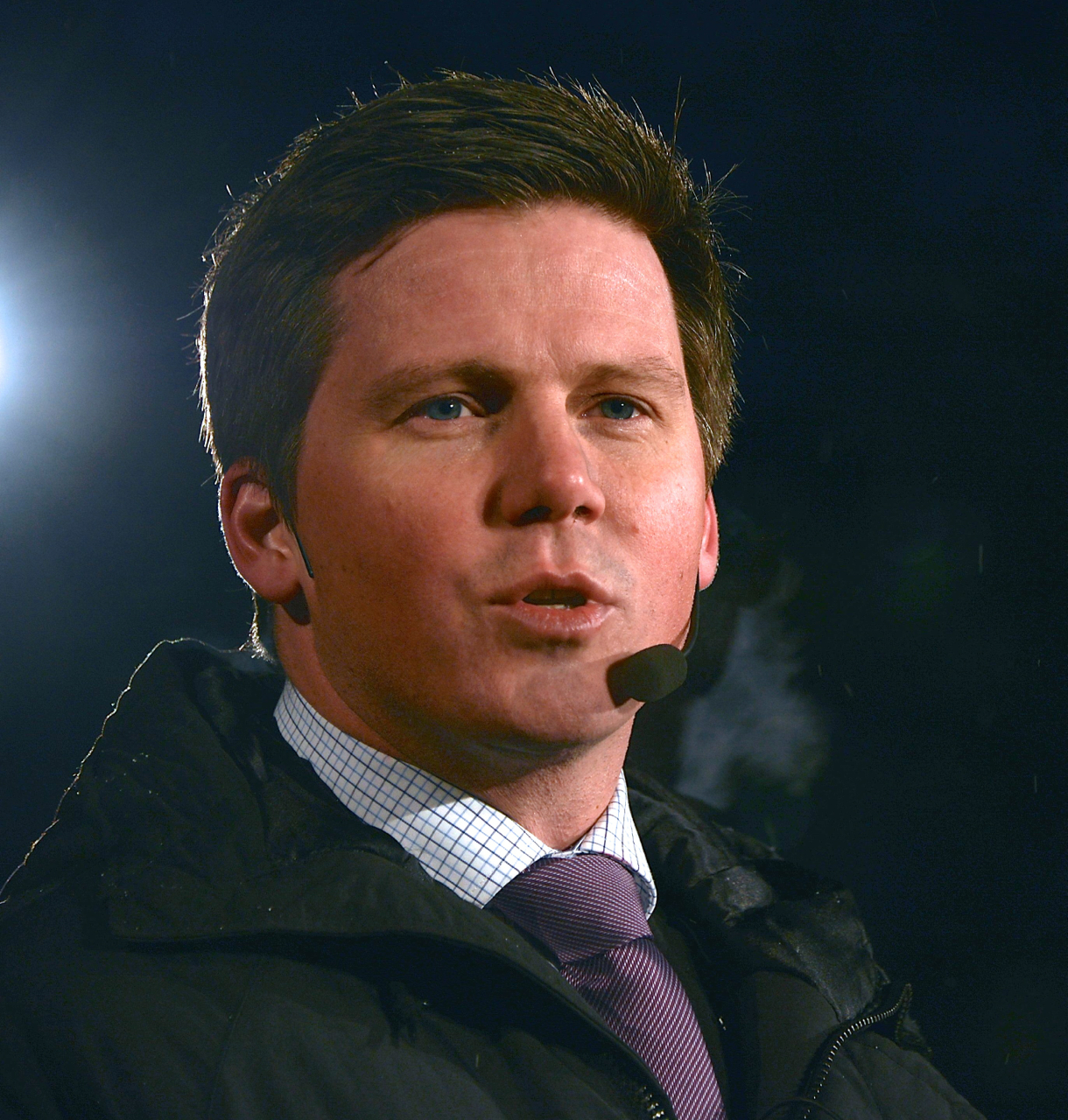
Ambassadör Erik Ullenhag

- Lotta Edholm – Sveriges skolminister (2022–),  skolborgarråd (2006–2014, 2018–2020), ledamot av Sveriges riksdag (1992–1994).[37]
- Romina Pourmokhtari  – Sveriges klimat- och miljöminister (2022–), ledamot av Sveriges riksdag (2022–), ordförande i Liberala ungdomsförbundet (2019–2022).[33]
- Erik Ullenhag – Sveriges generalkonsulj i New York (2024–). Partiledarkandidat 2019.[45][53][33][34]

### Potentiella kandidater
Här listas personer som minst en tidning har pekat ut som potentiella partiledare. Listan är spekulativ.

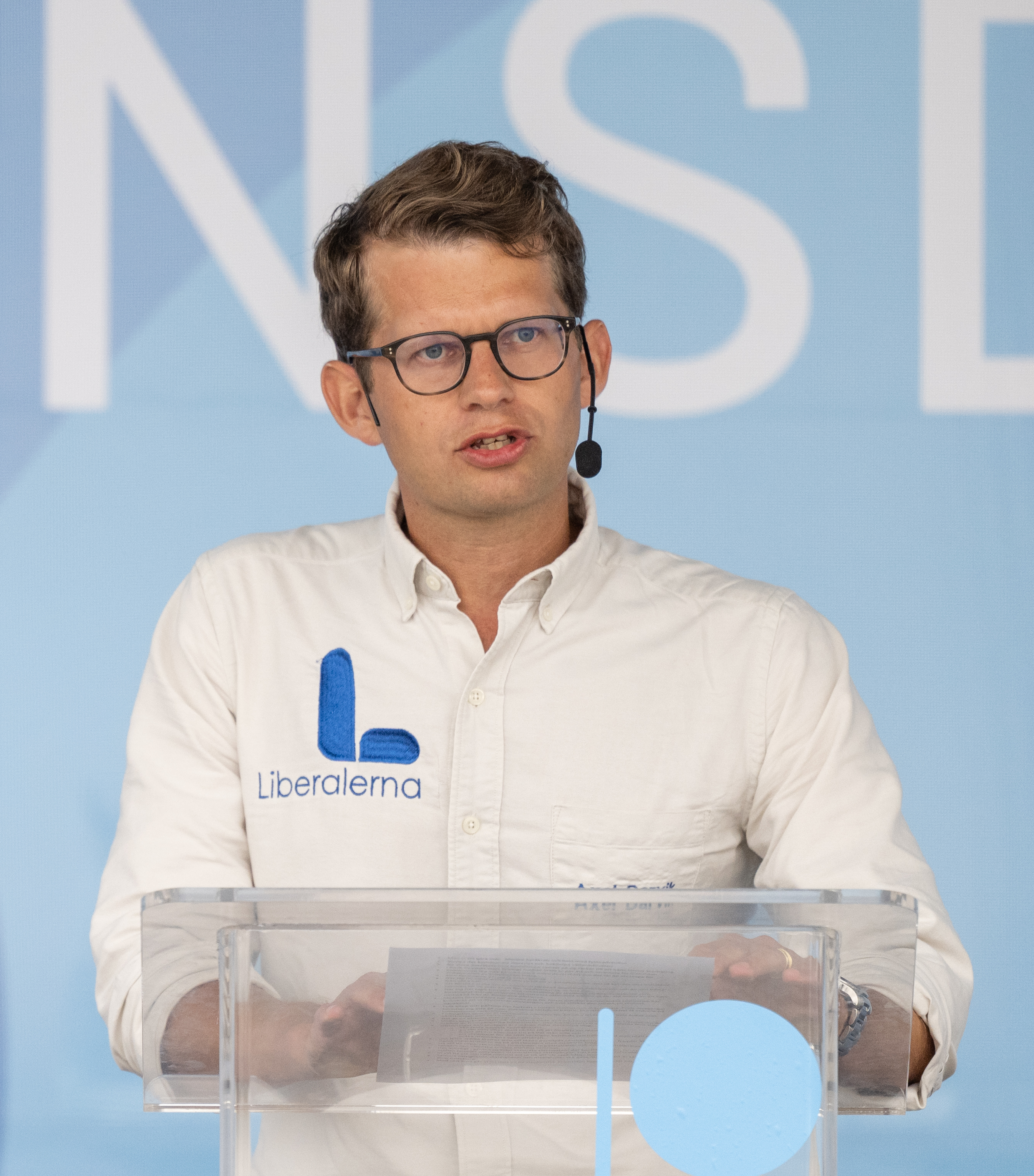
Kommunalrådet Axel Darvik
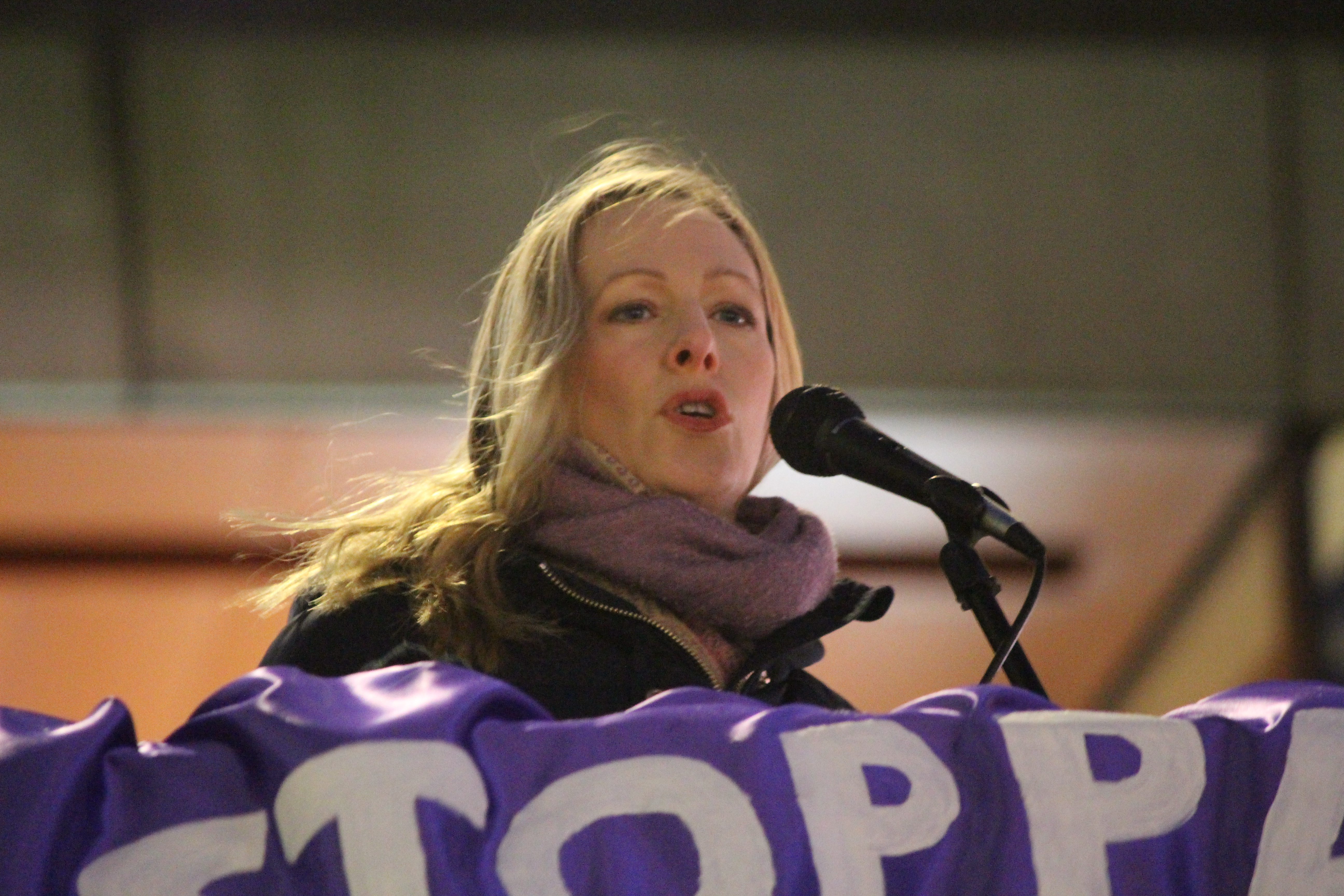
Liberala kvinnors ordföranden Cecilia Elving
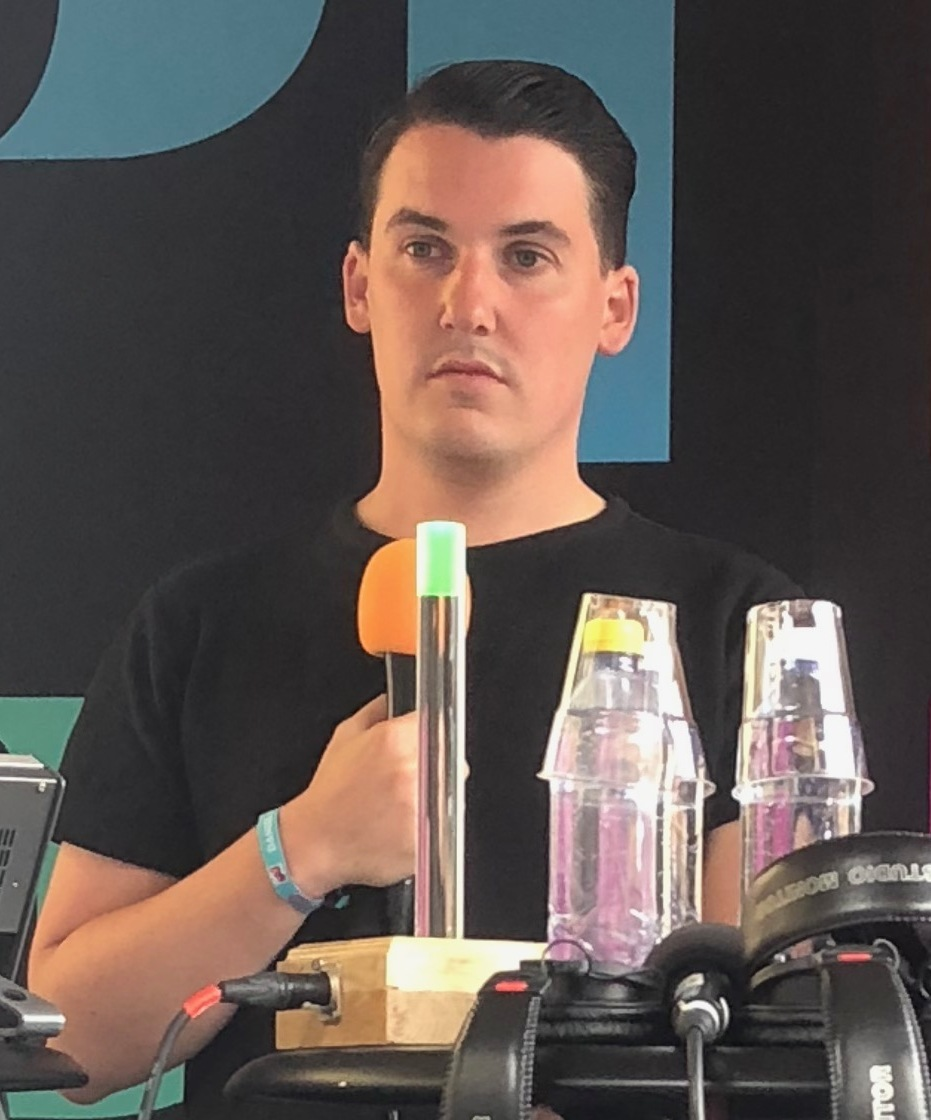
Riksdagsledamoten Joar Forssell
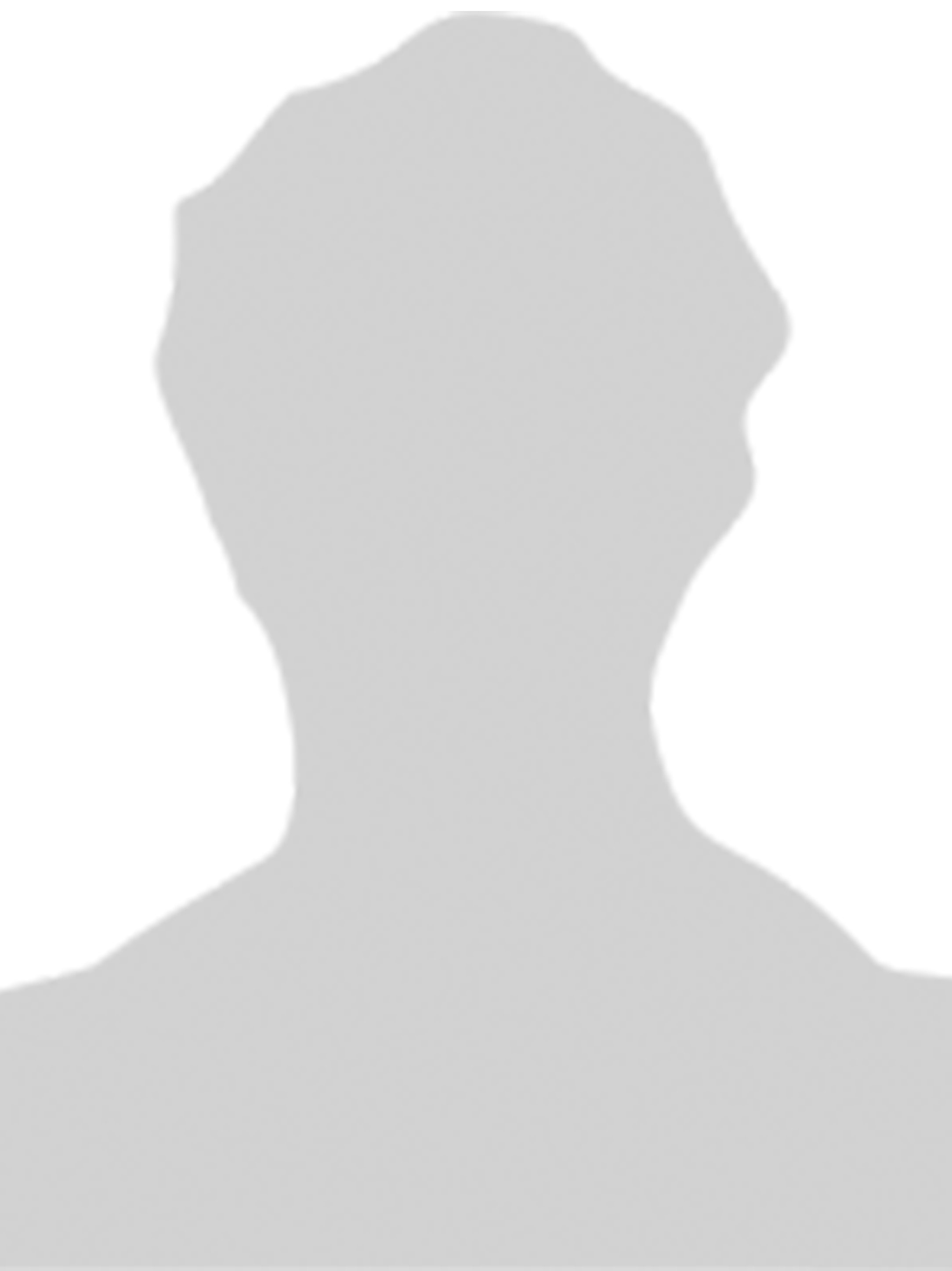
Kommunalrådet Nicke Grahn
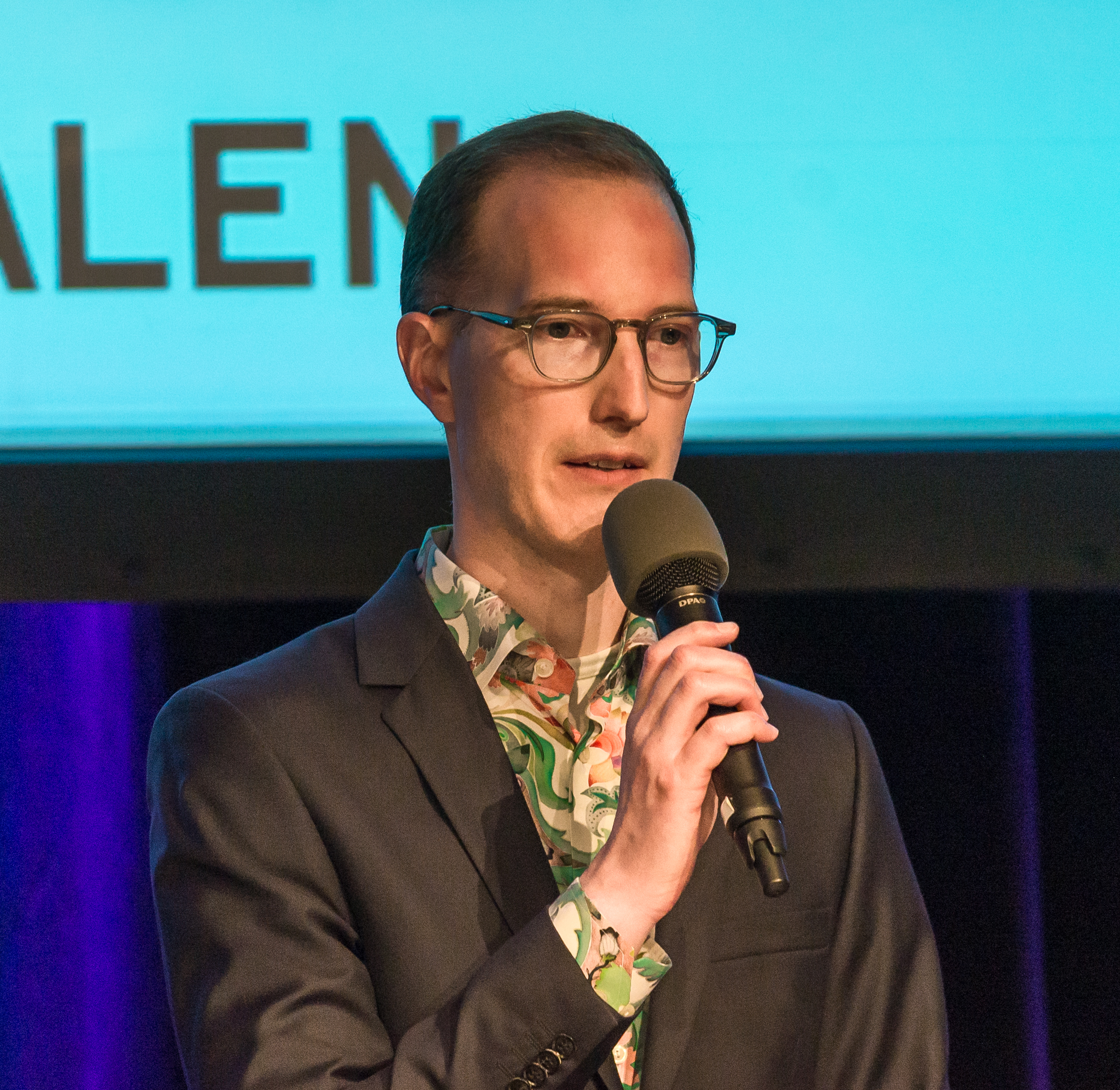
Oppositionsborgarrådet Jan Jönsson
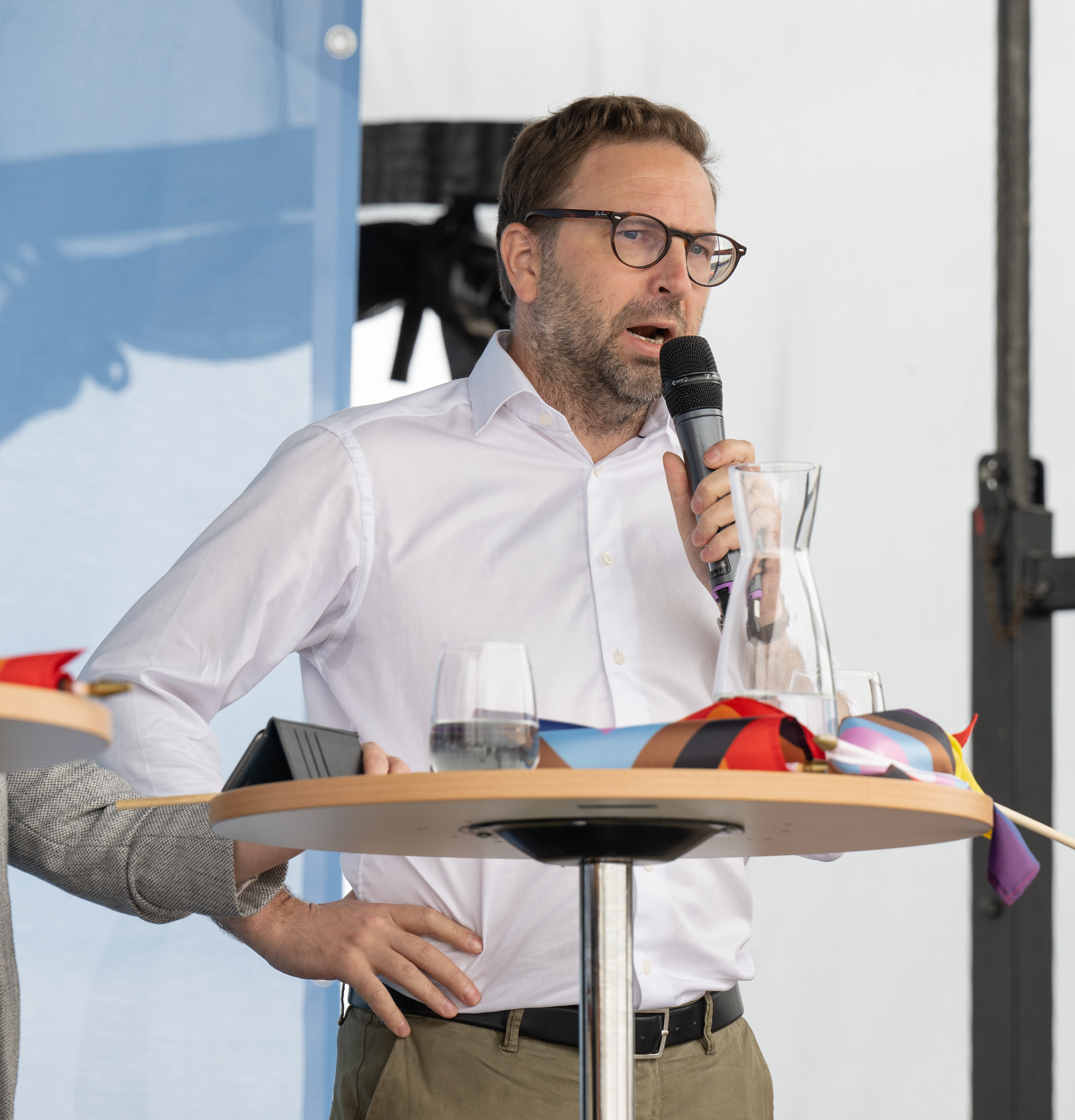
Riksdagsledamoten Fredrik Malm
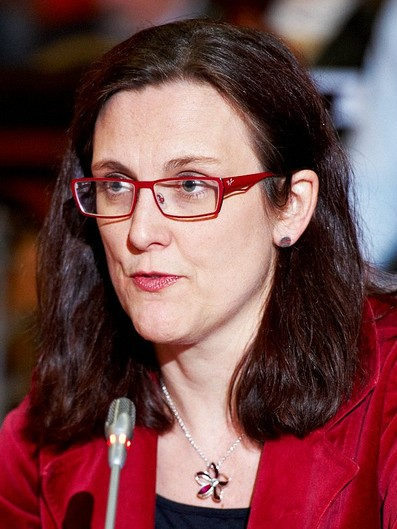
F.d. EU-kommissionären Cecilia Malmström
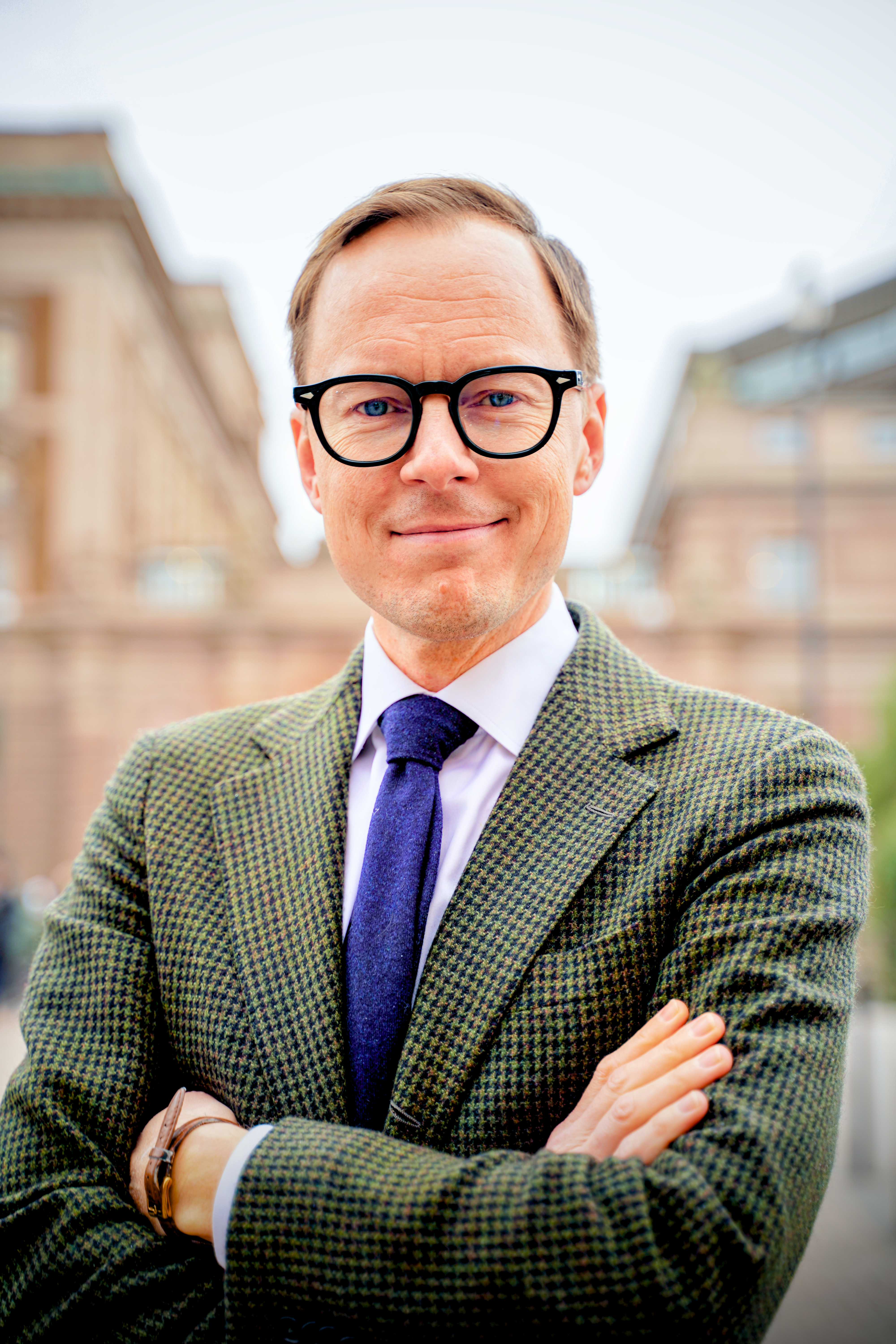
Arbetsmarknadsministern Mats Persson
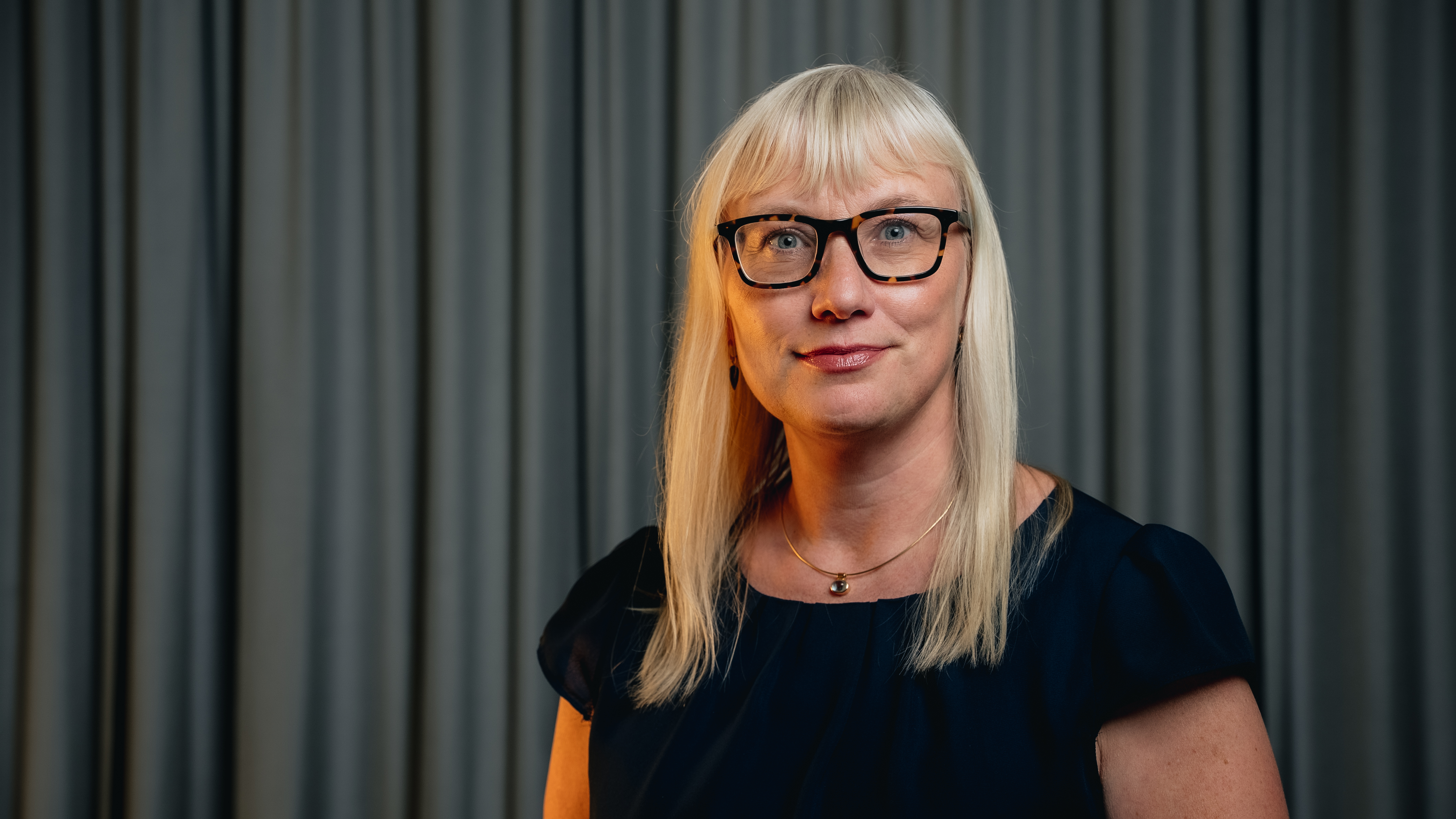
Regionrådet Malin Sjöberg Högrell

- Axel Darvik – Kommunalråd i Göteborg (2021–), ledamot av Sveriges riksdag (2002–2006).[45]
- Cecilia Elving – Ordförande för Liberala kvinnor (2019–2025).[54]
- Joar Forssell –  Ledamot av Sveriges riksdag (2018–), ordförande i Liberala ungdomsförbundet (2016–2019).[45]
- Nicke Grahn – Kommunalråd i Dorotea kommun (2018–), ledamot i partistyrelsen (2019–).[55]
- Jan Jönsson – Oppositionsborgarråd (2022–), socialborgarråd (2018–2022).[44][45][53][26]
- Fredrik Malm – Ledamot av Sveriges riksdag (2006–), ordförande i Liberala ungdomsförbundet (2002–2006).[43][5][46][53]
- Cecilia Malmström (obunden) – EU-kommissionär (2009–2019).[56][57]
- Mats Persson – Sveriges arbetsmarknadsminister (2024–), Sveriges utbildningsminister (2022–2024), ledamot av Sveriges riksdag (2014–).[43][44][13][45][46][48]
- Malin Sjöberg Högrell – Ordförande för Liberala kvinnor (2025–)[58], regionråd i Uppsala (2019–).[54]

### Har avböjt en kandidatur
- Jan Björklund – Sveriges ambassadör i Italien (2020–2025), Liberalernas partiledare (2007–2019).[59][60]
- Karin Karlsbro – EU-parlamentariker (2019–), Liberalernas kanslichef (2000–2006), ordförande i Liberala ungdomsförbundet (1995–1997).[61]
- Lina Nordquist – Gruppledare i riksdagen (2022–), förste vice partiledare (2022–), ledamot av Sveriges riksdag (2018–).[62]
- Nina Larsson – Sveriges jämställdhetsminister (2025–), Liberalernas partisekreterare (2010–2014), ledamot av Sveriges riksdag (2006–2014).[63][33][34][52]
- Philip Sandberg – Kommunalråd i Lund (2015–).[34][64]
- Torkild Strandberg – Kommunstyrelsens ordförande i Landskrona kommun (2007–).[65]

## Nomineringar
Här följer en lista på förstahandsnomineringar som offentliggjorts i media. Observera att listan är ofullständig och att ingen ännu har meddelat att de kandiderar. 92 ombud behövs för att vinna en majoritet enligt ombudsfördelningen.

Länsförbundens nomineringar (20 maj 2025).

### Förstahandsnomineringar
| Kandidat    | Romina Pourmokhtari                             | Romina Pourmokhtari                             | Lotta Edholm                       | Lotta Edholm                       | Ingen/hemlig kandidat  | Ingen/hemlig kandidat  |
| Ombud       | 24,0 procent 44 / 183                           | 24,0 procent 44 / 183                           | 2,7 procent 5 / 183                | 2,7 procent 5 / 183                | 73,2 procent 134 / 183 | 73,2 procent 134 / 183 |
| ----------- | ----------------------------------------------- | ----------------------------------------------- | ---------------------------------- | ---------------------------------- | ---------------------- | ---------------------- |
| Förbund     | Blekinge                                        | 2                                               | Västmanland                        | 5                                  | Gotland                | 2                      |
| Förbund     | Dalarna                                         | 4                                               |                                    |                                    | Gävleborg              | 4                      |
| Förbund     | Jämtland                                        | 2                                               | Liberala kvinnor                   | 2                                  |                        |                        |
| Förbund     | Jönköping                                       | 6                                               | Norrbotten                         | 3                                  |                        |                        |
| Förbund     | Kalmar                                          | 3                                               | Skåne                              | 27                                 |                        |                        |
| Förbund     | Kronoberg                                       | 3                                               | Stockholm                          | 43                                 |                        |                        |
| Förbund     | Liberala ungdomsförbundet                       | 2                                               | Uppsala                            | 7                                  |                        |                        |
| Förbund     | Liberala studenter                              | 1                                               | Västernorrland                     | 3                                  |                        |                        |
| Förbund     | Skaraborg                                       | 6                                               | Västsverige                        | 32                                 |                        |                        |
| Förbund     | Södermanland                                    | 4                                               | Örebro                             | 5                                  |                        |                        |
| Förbund     | Värmland                                        | 6                                               | Östergötland                       | 6                                  |                        |                        |
| Förbund     | Västerbotten                                    | 5                                               |                                    |                                    |                        |                        |
| Övrigt stöd | Övriga: - Christian Engström - Jesper Sandström | Övriga: - Christian Engström - Jesper Sandström | Liberala politiker: - Roger Haddad | Liberala politiker: - Roger Haddad |                        |                        |

### Andrahandsnomineringar
| Kandidat            | Förbund              |
| ------------------- | -------------------- |
| Romina Pourmokhtari | - Västmanland        |
| Lotta Edholm        | - Dalarna - Värmland |
| Nina Larsson        | - Dalarna - Värmland |
| Philip Sandberg     | - Värmland           |
| Erik Ullenhag       | - Dalarna            |